# FC Armenicum Jerevan
Football Club Armenicum Jerevan (arménsky: Ֆուտբոլային Ակումբ „Արմենիկում“ Երևան) byl arménský fotbalový klub sídlící ve městě Jerevan. Klub byl založen v roce 2000, zanikl v roce 2001 sloučením do klubu FC Pjunik Jerevan.

## Umístění v jednotlivých sezonách
Zdroj:
Legenda: Z - zápasy, V - výhry, R - remízy, P - porážky, VG - vstřelené góly, OG - obdržené góly, +/- - rozdíl skóre, B - body, červené podbarvení - sestup, zelené podbarvení - postup, fialové podbarvení - reorganizace, změna skupiny či soutěže
| Arménie (2000) |               |        |    |    |   |   |    |    |     |    |        |
| Sezóny         | Liga          | Úroveň | Z  | V  | R | P | VG | OG | +/- | B  | Pozice |
| 2000           | Aradżin chumb | 2      | 16 | 12 | 3 | 1 | 55 | 12 | +43 | 39 | 1.     |